# Hepatitis B
Hepatitis B je bolezen, ki jo povzroča virus hepatitisa B (HBV). Pride do vnetja jeter (hepatitisa). Z virusom je okuženih tretjina svetovnega prebivalstva (več kot 2 milijardi). Število vključuje tudi okoli 296 milijonov ljudi, ki so kronični prenašalci virusa (podatek za leto 2019). Do okužbe pride ob stiku z okuženo krvjo oziroma z drugimi telesnimi tekočinami.
Okužba s HBV lahko pogosto poteka povsem brez kliničnih in laboratorijskih znakov bolezni. Le pri 25 do 30 % okuženih poteka hepatitis B z značilno klinično sliko. Inkubacija traja največkrat 2 do 4 mesece. Akutna bolezen se kaže kot vnetje jeter, bruhanje, zlatenica in v redkih primerih sledi smrt. Kronična okužba lahko povzroči cirozo jeter ali celo karcinom jeter, ki je smrten in se slabo odziva na trenutno dostopna zdravila proti raku. Okužbo je mogoče preprečiti s cepljenjem.

## Povzročitelj
Virus hepatitisa B sodi v družino hepadnavirusov (hepa iz hepatotrofni, ker prizadene jetra; dna pa zato, ker sodi med viruse DNK).. Njegova dednina je zapisana v delno dvojnovijačni DNK. Podvojevanje virusa poteka preko RNK s pomočjo reverzne transkriptaze. Virus se razmnožuje v jetrih, vendar se pri okuženih osebah razširi tudi v kri, kjer lahko zaznamo za virus specifične beljakovine in ustrezna protitelesa. Za diagnosticiranje bolezni se uporabljajo krvni testi za dokazovanje teh beljakovin in protiteles.
Virion sestoji iz zunanje lipidne ovojnice ter ikozaedrične nukleokapside, ki jo gradijo beljakovine. Nukleokapsida vsebuje virusno DNK in DNK-polimerazo, ki ima reverznotranskriptazno aktivnost. V zunanji lipidni ovojnici se nahajajo tudi beljakovine, ki so pomembne pri pritrjevanju in vstopu virusa v gostiteljevo celico. Virus hepatitisa B je eden najmanjših živalskih virusov z ovojnico; v premeru meri 42 nm. Obstajajo tudi druge oblike virusa, med njimi vlaknata in okrogla telesca, ki nimajo sredice (DNK in sestavine znotraj kapside oziroma plašča) in niso kužna ter se v veliki meri proizvajajo med življenjskim ciklom virusa.

### Genom
Genom virusa hepatitisa B sestoji iz krožne DNK. Nenavadnost virusovega genoma je v tem, da vsa DNK ni dvojnovijačna, temveč le v določenih predelih. En konec DNK je povezan z virusno DNK-polimerazo. Genom sestoji iz 3020–3320 nukleotidov (daljša veriga) oziroma 1700–2800 nukleotidov (krajša veriga). Virusno DNK najdemo v celičnem jedru kmalu po okužbi celice z virusom. Poznani so štirje geni, ki jih kodira virusna DNK: C, X, P in S. Gen C nosi zapis za beljakovino, ki se nahaja v virusni sredici. Najprej nastane preprotein HBcAg, iz njega pa s proteolitično cepitvijo nastane HBeAg. Gen P zapisuje DNK-polimerazo, gen S pa površinski antigen HBsAg. Vloga beljakovine HbX, ki jo zapisuje gen X, še ni povsem razjasnjena.

### Podvojevanje
Življenjski cikel virusa je zapleten. Gre za enega redkih virusov, ki ne spadajo med retroviruse, vendar pri podvojevanju vseeno uporabljajo encim reverzno transkriptazo. Virus vstopi v gostiteljevo celico s pritrditvijo na neznan receptor na površini celice, nato sledi endocitoza. Razmnožuje se preko RNK s pomočjo gostiteljevega encima, zato se mora virusova DNK prenesti v celično jedro gostiteljeve celice; prenos poteka s pomočjo šaperonov. Delno dvojnovijačna virusna DNK postane nato v celoti dvojnovijačna in se pretvori v cccDNA (angl. covalently closed circular DNA – kovalentno zaprta krožna DNK). Le-ta služi kot matrica za prepisovanje štirih virusnih informacijskih RNK (mRNA) molekul. Na podlagi najdaljše mRNA, ki je daljša od virusovega genoma, nastanejo nove kopije virusnega genoma, plaščnih beljakovin in DNK-polimeraze. Omenjeni štiri virusni prepisi so v citoplazmi podvrženi nadaljnjim spremembam in bodisi tvorijo nove virione ali pa se vrnejo v jedro in se nadalje namnožijo. Dolga mRNA se v citoplazmi prepiše v virusno DNK s pomočjo DNK-polimeraze, ki ima reverznotranskriptazno aktivnost.

### Serotipi
Poznamo štiri glavne serotipe virusa hepatitisa B, in sicer adr, adw, ayr, ayw. Razvrstitev v serotipe temelji na razlikah v epitopih njihovih beljakovin v ovojnici. Nadalje poznamo glede na razlike v nukleotidnem zaporedju v virusovem genomu 8 genotipov (A–H). Posamezni genotipi so različno zemljepisno razporejeni, kar omogoča sledenje evolucije in prenosa virusa. Genotip vpliva na resnost in potek bolezni, na verjetnost zapletov ter na odzivnost na cepiva in zdravila.

## Patogeneza
Primarno virus hepatitisa B moti delovanje jetrnih celic (hepatocitov) zaradi podvojevanja v njih. Receptor na površini jetrne celice, na katerega se virus pritrdi, še zaenkrat ni poznan, vendar obstajajo dokazi, da je pri zelo sorodnem račjem virusu HBV tak prepoznavni receptor kaboksipeptidaza D. Po pritrditvi viriona na receptor jetrne celice le-ta vstopi v celico s pomočjo endocitoze. 
Med okužbo z virusom HBV odziv imunskega sistema povzroči tako uničevanje virusov kot tudi poškodbo jetrnih celic. Pri tem prirojena imunost nima pomembne vloge, za imunski odziv po okužbi je odgovorna pridobljena imunost. Zlasti citotoksični limfociti T (CLT) povzročijo poškodbo jeter. CLT ubijajo okužene jetrne celice (hepatocite) ter izločajo protivirusne citokine; s tem uničujejo viruse, hkrati pa tudi jetrne celice. Jetrno poškodbo začnejo torej CLT, vendar se lahko situacija še poslabša zaradi delovanja antigensko nespecifičnih vnetnih celic. Prav tako se v vnetišču aktivirajo krvne ploščice, ki privabljajo nadaljnje CLT.

## Epidemiologija

### Razširjenost
Razširjenost hepatitisa B na določenih predelih je povezana s primarnim načinom prenosa virusa. Na območjih z nizko razširjenostjo (prevalenco), na primer v ZDA in Zahodni Evropi, kjer sta kronično okužena manj kot 2 % prebivalstva, sta primarni poti prenosa okužbe intravensko jemanje drog in nezaščiten spolni odnos, čeprav so pomembni tudi drugi dejavniki. Za območja z zmerno razširjenostjo virusa (Vzhodna Evropa, Japonska, Rusija), kjer je z virusom HBV kronično okuženih 2–7 odstotkov prebivalstva, se bolezen prenaša zlasti med otroci. Ponekod v predelih z visoko razširjenostjo (Ljudska republika Kitajska, jugovzhodna Azija) je najpogostejša okužba že med porodom, drugje (v Afriki) pa je najpogostejša okužba v času otroštva. V predelih, označenih z visoko razširjenostjo kroničnih okužb, le-ta znaša vsaj 8 %.
Virus hepatitisa B veliko bolj nalezljiv kot virus HIV. Na svetu se je z njim že okužila tretjina prebivalstva (okoli 2 milijardi oseb), okoli 296 milijonov je kronično okuženih, za posledicami okužbe pa letno umre približno milijon ljudi po svetu.
Leta 2007 so v Sloveniji poročali o 15 primerih akutne okužbe in 21 primerih kronične okužbe, leta 2006 pa o 29 kroničnih in 26 akutnih primerih.

### Prenos
Do prenosa okužbe z virusom HBV pride ob stiku z okuženo krvjo ali telesnimi tekočinami, ki vsebujejo kri. Možni načini prenosa okužbe so naslednji (vendar obstajajo tudi drugi načini): nezaščiten spolni odnos, transfuzija krvi, uporaba okuženih igel, prenos iz matere na otroka med porodom. Brez ukrepov je pri materi, ki je pozitivna na HBsAg, 20-odstotna verjetnost, da se okužba med porodom prenese na otroka. Če je mati pozitivna tudi na HBeAg, je verjetnost prenosa kar 90-odstotna. Virus se lahko prenaša med člani gospodinjstva, najverjetneje zaradi stika poškodovane kože ali sluznic s sekreti ali slino, okuženo z virusom HBV. Vendar kar pri najmanj 30 % primerov hepatitisa B ni mogoče določiti nevarnostnega dejavnika, ki je pripeljal do prenosa okužbe.

## Bolezen

### Preprečevanje
Doslej je bilo razvitih že več cepiv za preprečevanje okužbe z virusom HBV. Cepiva vsebujejo enega od virusnih beljakovin v ovojnici (površinski antigen hepatitisa B ali HBsAg). Sprva so cepiva pripravljali iz plazme, pridobljene pri bolnikih z dolgo trajajočo okužbo. Dandanes se več uporablja tehnologija rekombinantne DNK, čeprav se še vedno uporabljajo tudi cepiva, pridobljena iz človeške plazme. Obe vrsti cepiva sta enako učinkoviti in varni.
Po cepljenju je površinski antigen več dni zaznaven v serumu prejemnika cepiva, kar imenujemo antigenemija po cepljenju (prisotnost antigena v krvi). 
Cepljenje se izvaja v dveh, treh ali štirih odmerkih. Cepivo lahko prejmejo tako otroci kot odrasli. Okužba se prepreči pri 85–90 % posameznikov, in zaščita traja 23 let.
V nasprotju s hepatitisom A se hepatitis B načeloma ne prenaša z okuženo vodo ali hrano. Prenos poteka zlasti preko okuženih telesnih tekočin in z naslednji ukrepi pomagajo pri preprečevanju okužbe: izogibanje nezaščitenim spolnim odnosom, previdnost pri transfuzijah krvi, uporaba čistih injekcijskih igel ter preprečevanje okužbe med porodom. Otroci lahko cepvo prejmejo že takoj po porodu.
V Sloveniji je cepljenje proti hepatitisu B obvezno za vse otroke. Otroci dobijo prva dva odmerka v starosti 5 do 6 let, nato pa še 3. odmerek po vstopu v šolo.

### Simptomi
Akutna okužba se lahko kaže kot splošno slabo počutje, izguba apetita, siljenje na bruhanje, bruhanje, bolečine, blaga vročina, temen seč; akutna okužba lahko vodi tudi do zlatenice. Pri okužbi s kakterim koli tipom virusa hepatitisa se lahko pojavi srbenje. Akutni hepatitis traja nekaj tednov in pri večini bolnikov se stanje postopoma izboljšuje. Pri nekaterih bolnikih pa bolezen napreduje v hudo jetrno bolezen, ki ogroža življenje. Lahko pa je okužba povsem asimtomatska in jo bolnik preboli neopaženo.
Kronična okužba je bodisi asimptomatska bodisi povzroči kronično vnetje jeter (kronični hepatitis). Kronični hepatitis lahko po več letih povzroči tudi cirozo jeter. Kronična okužba znatno poveča tveganje za pojav raka jeter. Pri kroničnih bolnikih je odsvetovano uživanje alkohola, saj ta dodatno povečuje nevarnost za cirozo jeter ali jetrnega raka. Virus hepatitisa B se povezuje tudi s pojavom membranskega glomerulonefritisa.

### Diagnosticiranje
Testi za odkrivanje okužbe z virusom HBV zajemajo serumske in krvne teste. Z njimi zaznavamo prisotnost virusnih antigenov (beljakovin, ki jih proizvaja virus) ali protiteles (ki jih proizvede gostiteljev imunski sistem). Interpretacija teh testov je zapletena.
S testi najpogosteje ugotavljamo prisotnost virusnega površinskega antigena (HBsAg); gre za virusni antigen, ki ga lahko najbolj zgodaj po okužbi zaznamo v bolnikovi krvi. Vendar tudi ta antigen v začetku okužbe ni vedno zaznaven, prav tako pa ga včasih tudi kasneje tekom okužbe ne moremo zaznati, ker ga izčisti gostiteljev imunski sistem. V obdobju okna (v času zgodnje okužbe, ko imunski sitem uspešno odstranjuje viruse iz obtoka in zato kljub okužbi niso zaznavni) je edini zanesljiv dokaz okužbe zaznava protiteles IgM proti antigenu v virusni sredici HBcAg (anti-HBc IgM).
Kmalu po pojavu antigena HBsAg v krvi, se pojavi tudi drug virusni antigen, imenovan HBeAg (antigen e). Ko se v serumu pojavi omenjeni antigen, je v bolnikovem obtoku podvajanje virusa zelo pospešeno, hkrati pa je večja tudi kužnost. Vendar omenjena trditev ne velja vselej, saj nekatere variante virusa sploh ne proizvajajo antigena e. Tekom okužbe imunski sistem izčisti antigen e iz obtoka in v krvi se pojaviju protitelesa anti-HBe. To je po navadi povezano z znatno upočasnitvijo virusnega razmnoževanja v gostitelju.
Če je gostiteljev imunski sistem sposoben očistiti telo virusa, postane antigen HBsAg nezaznaven, pojavijo se pa protitelesa IgG proti površinskem antigenu (anti-HBs) in proti antigenu virusne sredice (anti-HBc). Oseba, ki je negativna na antigen HBsAg in hkrati pozitivna na protitelesa anti-HBs, je bodisi prebolela okužbo bodisi je bila v preteklosti cepljena.
Bolniki, pri katerih ostane HBsAg zaznaven vsaj 6 mesecev, so t. i. prenašalci virusa hepatitisa B. Pri njih gre za kronični hepatitis, ki se kaže v povišanih vrednostih alanin-transferaze in v vnetju jeter, kar ugotovimo z biopsijo jetrnega tkiva. Pri prenašalcih, ki so negativni na antigen e (HBeAg), zlasti pri tistih, ki so se okužili v odrasli dobi, je razmnoževanje virusa zelo zavrto in imajo posledično majhno tveganje za dolgoročne zaplete in za prenos okužbe na druge ljudi.
Novejši testi temeljijo na PCR-ju, pri čemer merimo količino virusnih jedrnih kislin v bioloških vzorcih. Gre za določanje t. i. virusnega bremena (števila kopij jedrnih kislin na ml vzorca), kar se uporablja pri spremljanju poteka bolezni in učinkovitosti zdravljenja.

### Prognoza
Okužba z virusom HBV je lahko bodisi akutna (nenadna, a prehodna) ali kronična (pojavi se počasneje, a traja dolgo). Pri akutni okužbi gostiteljev imunski sistem sam premaga viruse in jih izčisti iz telesa v nekaj tednih ali mesecih.
Pri otrocih je verjetnost spontane ozdravitve manjša. Pri okužehih odraslih ali starejših otrok pride v več kot 95 % do spontanega premaganja virusa; pri njih se razvije imunost na morebitne nadaljnje okužbe. Pri novoroječkih, ki se okužijo med porodom, pa spontano ozdravi le okoli 5 %. Pri okuženih novorojenčih je kar 40% verjetnost, da kasneje v življenju umrejo zaradi jetrne ciroze ali raka jeter. Otroci, ki se okužijo med 1. in 6. letom starosti, je možnost spontane ozdravitve 70-odstotna.
Pri okuženih z virusom hepatitisa B obstaja nevarnost dodatne okužbe z virusom hepatitisa D. Slednji namreč lahko okuži le bolnike s hepatitisom B, saj ta virus nujno potrebuje za tvorbo kapside površinski antigen virusa HBV. Hkratna okužba z virusom hepatitisa D poveča tveganje za nastanek jetrne ciroze ali raka na jetrih.
Pri bolnikih s hepatitisom B je tudi večja verjetnost za pojav nodoznega poliarteriitisa.

### Zdravljenje
Akutna okužba z virusom HBV običajno ne zahteva zdravljenja, saj večina odraslih virus spontano izčisti iz telesa. Zgodnje zdravljenje s protivirusnimi zdravili se priporoča le pri manj kot 1 % bolnikov, pri katerih pride do zelo hude oblike akutne okužbe oziroma pri bolnikih z imunsko pomanjkljivostjo. Kronično okužbo pa je treba zdraviti in s tem zmanjšati tveganje za pojav ciroze in raka na jetrih. Zdraviti je treba kronične bolnike s stalno povišanimi vrednostmi alanin-aminotransferaze (biološki označevalec za oceno delovanja jeter) in visokim virusnim bremenom.
Čeravno nobeno od zdravil na trgu ne omogoči popolne ozdravitve (odstranitev virusa iz telesa), lahko zavrejo razmnoževanje virusa ter bistveno zmanjšajo nevarnost jetrne poškodbe. Učinkovita zdravila so lamivudin, adefovir, tenofovir, telbivudin, entekavir ter interferon alfa-2a in pegiliran interferon alfa-2a. Prednost pegilirane oblike interferona je v tem, da se injicira le enkrat tedensko, medtem ko se mora navadni interferon injicirati vsak dan do trikrat tedensko.
Bolniki se na zdravljenje odzivajo različno, kar je najverjetneje med drugim tudi posledica različnih genotipov virusa HBV. Zdravljenje zmanjša virusno breme, saj se zavre razmnoževanje virusa v jetrih.
Dojenčkom, ki so se rodili materam prenašalkam virusa, lahko dajo protitelesa proti virusu HBV. Če novorojenček prejme injekcijo protiteles v roku 12 ur po rojstvu, se verjetnost za pojav okužbe zmanjša za 95 %. Hkrati ta oblika zdravljenja omogoča varno dojenje.

### Reaktivacija
Po okužbi ostane virus v telesu dalje prisoten in pri nekaterih bolnikih se bolezen ponovi. Sicer je reaktivacija virusa redka, a se pogosteje pojavi pri bolnikih z okrnjenim imunskim sistemom.
Virus HBV vstopa izmenično v cikel razmnoževanja in v cikel, ko miruje. Pri okoli 50 % bolnikov se pojavi akutna reaktivacija. Pri bolnikih moškega spola z vrednostjo alanin-transferaze (ALT) nad 200 UL/L obstaja trikrat večja verjetnost za reaktivacijo virusa kot pri bolnikih z nižjo vrednostjo ALT. Tudi pri bolnikih, ki prejemajo kemoterapijo, obstaja večje tveganje za reaktivacijo virusa. Pri bolnikih, ki prejemajo imunosupresivna zdravila, obstaja prav tako višje tveganje za reaktivacijo virusa HBV, ker ta zdravila med drugim zavirajo tudi delovanje citotoksičnih limfocitov T v jetrih.

## Zgodovina
O prvi epidemiji hepatitisa B je poročal Lurman leta 1885. Leta 1883 so v nemškem mestu Bremen izbruhnile črne koze in 1.289 delavcev v ladjedelnici so cepili z limfo drugih ljudi. V času od nekaj tednov do 8 mesecev po cepljenju je 191 cepljenih delavcev zbolelo za zlatenico; diagnoza se je glasila serumski hepatitis. Drugi delavci, ki so bili cepljeni z drugo serijo limfe, niso zboleli. Lurman je v svojem poročilu, ki predstavlja primer epidemiološke študije, je dokazal, da je vzrok okužbe kontaminirana limfa. 
Kasneje po uvedbi podkožnih injekcijskih igel leta 1909 so poročali o številnih podobnih primerih izbruha hepatitisa. Iste igle so namreč pogosto uporabili pri več bolnikih, in sicer pri zdravljenju sifilisa z zdravilom salvarsan. Samega virusa sicer niso poznali do leta 1965, ko je Baruch Blumberg odkril virusov površinski antigen HBsAg (sprva imenovam avstralski antigen) v krvi avstralskih Aboridžinov. Sicer so že od objave MacCallumove raziskave leta 1947 domnevali, da bolezen povzroča virus. Leta 1970 pa so s pomočjo elektronskega mikroskopa odkrili tudi sam virus. V začetku leta 1980 so določili tudi nukleotidno zaporedje virusovega genoma in začeli so preskušati prva cepiva.